# Tovomita martiana
Tovomita martiana är en tvåhjärtbladig växtart som beskrevs av Adolf Engler. Tovomita martiana ingår i släktet Tovomita och familjen Clusiaceae. Inga underarter finns listade i Catalogue of Life.